# Roman Hofer (Kirchenmusiker)
Pater Roman Hofer (weltlicher Name: Paul Hofer) OSB (* 24. März 1942 in Basel; † 5. Oktober 2011 in Engelberg), dipl. mus. sacr., war ein Schweizer Benediktinerpater, Kirchenmusiker, Musikbibliothekar und Lehrer.

## Leben
Nach der Matura an der Stiftsschule Engelberg trat er 1962 in Engelberg ins Noviziat ein. Am 29. September 1963 legte er die Profess ab, nahm den Ordensnamen Roman an und wurde am 3. Mai 1967 zum Priester geweiht. Von 1968 bis 1974 studierte er in München Kirchenmusik (Orgel, Chor- und Orchesterleitung). Während des Studiums übernahm er die Vertretung des Domkapellmeisters in Limburg an der Lahn und leitete die Limburger Domsingknaben und den Domchor. 1974 kehrte er ins Kloster Engelberg zurück und wurde von Abt Leonhard Bösch zum Stiftskapellmeister ernannt. Daneben wirkte er auch als Choralmagister, Musikbibliothekar und Lehrer für Musik, Deutsch und Religion an der Stiftsschule. Ausserdem wirkte er als Mitverfasser bei der deutschen Übersetzung des benediktinischen Antiphonale mit.

## Werke
Veröffentlichungen als Komponist, Editor und Dirigent:
- Das jüngere Engelberger Osterspiel aus dem Codex 314 der Stiftsbibliothek Engelberg. Diplomarbeit Richard-Strauss-Konservatorium München 1970.
- Fünf Antiphonen für Streichquartett ("Pfingsten"), Partitur, Kompositionsauftrag der Genossenschaft Migros Luzern. Luzern 1989.
- Musik auf dem Kloster Engelberg: 150 Jahre Stiftsschule Engelberg. Stans-Oberdorf : Magnon, 2009. 1 CD&Booklet. Enthält: Benediktmesse; Capriccio; die Chinesische Mauer; Ostern; Verwandlungen. Dirigent: P. Roman Hofer.
- Sinfonia (Kantate BWV 29) -- Introduktion und Fuge über "Nun lobet Gott im hohen Thron" (1972) – Engelberger Te Deum: Liturgische Suite in sechs Sätzen (Orgelfassung 1999) -- Variationen über ein Thema von Haydn op. 56 -- Grave (1951) -- Sonaten K 201, K 159, K 175 / J.S. Bach ; arr. Marcel Dupré – Roman Hofer – Johannes Brahms ; arr. Lionel Rogg -- Henry Dillon -- Domenico Scarlatti – Concerto Engelberg. Freiburger Musik Forum, CD&Booklet 2002.